# Ricardo Villa
Ricardo Villa (18 de agosto de 1952) é um ex-futebolista argentino. Foi campeão do mundo pela seleção de seu país na Copa do Mundo FIFA de 1978.